# Giuseppe Ciani (pittore)
Giuseppe Ciani (Bellegra, 1º marzo 1937) è un pittore e scrittore italiano, principalmente attivo nel campo culturale giovanile, dove si è speso come educatore.

## Biografia
Negli anni ha realizzato pubblicazioni di didattica artistica, saggi relativi a problematiche sociali e di critica d'arte; ha prodotto libri di narrativa e di poesia. Ha tenuto mostre di pittura in Italia e all'estero: Siena, Firenze, Pisa, Perugia, Roma, Bologna, Genova, Padova, Venezia, Arezzo, Viterbo, Parigi, Budapest, Kiel, Vienna, Praga, Copenaghen, Eckerforde, Nairobi, Zurigo, Lussemburgo, Rostock, Amburgo, Varsavia, Cracovia.
Come ha sottolineato lo storico dell'arte senese Enzo Carli, Ciani "[...] è capace di conciliare la dignità e l'originalità delle sue ricerche artistiche con l'impegno di una massima chiarezza espressiva tale da essere intesa e apprezzata anche dalle anime semplici".
La fortuna critica di Giuseppe Ciani è cospicua, le sue opere hanno suscitato interesse in numerosi specialisti e studiosi, quali: Enrico Crispolti, Enzo Carli, Omar Calabrese, Roberto Barzanti, Piero Torriti, Luigi Berlinguer, Dario Micacchi, Ennio Calabria, Bruno Morini, Paolo Rizzi, Dino Carlesi, Raffaele de Grada, Lara Vinca Masini, Carlo Occhipinti, Gabriele Borghini, Bruno Munari, Mario Lodi, Mauro Civai, Mario Ascheri, Mario Alighiero Manacorda, Giorgio Bini, Albino Bernardini, Giorgio Barberi Squarotti, Bruno Santi.
| Controllo di autorità | VIAF (EN) 137151776830618012940 · ISNI (EN) 0000 0003 8338 3707 · SBN CFIV010609 · BAV 495/74644 · LCCN (EN) n99039525 · GND (DE) 12919753X |